# 牙体复形

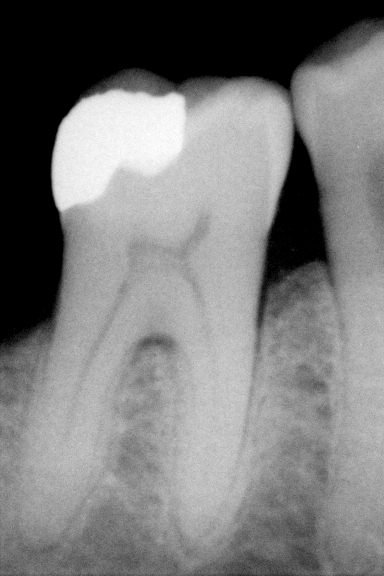

牙体复形俗称补牙，是通过填充以恢复牙齿功能、完整性和形态的方法。补牙是对牙齿的缺洞及硬组织缺损，用填充法修复；
牙體復形，不包括鑲牙，镶牙是指在牙齿拔除后，用假牙镶装。鑲牙指的是裝假牙，歸類在假牙膺復。

## 分类
按照布莱克的分类方法，龋齿分为六个类別。

## 材料
牙体复形使用的材料有银汞合金、复合树脂、陶瓷等。

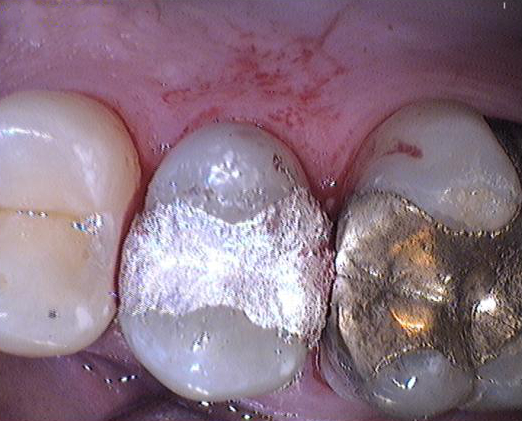
银汞合金
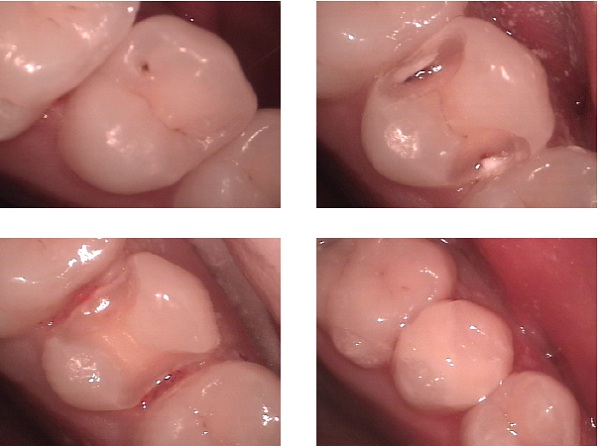
合成树脂
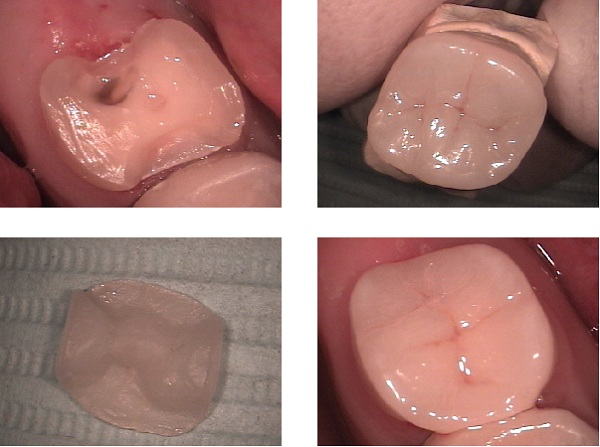
陶瓷

## 过程

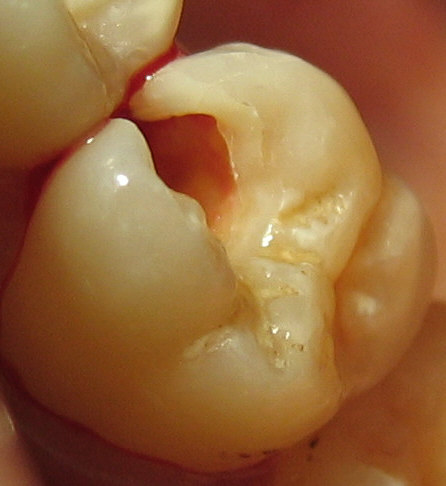
3号牙，右上第一磨牙。

补牙的过程可分为局部麻醉、隔濕、去齲、窝洞制备、消毒处理、充填、打磨、調整咬合等几个步骤。

## 副作用
牙体复形会降低牙齿的结构强度，如果龋洞过于接近牙髓，会使牙神经受到刺激而引发疼痛，临床上分为可逆性牙髓炎或不可逆性牙髓炎，前者或可自行康复，后者需要进行根管治疗才能解决牙齿疼痛的问题。 。